# Iofi Lalogafuafua
Iofi Lalogafuafua – trener piłkarski z Samoa Amerykańskiego.

## Kariera trenerska
W 2011 prowadził narodową reprezentację Samoa Amerykańskiego.